# New Milford, New Jersey

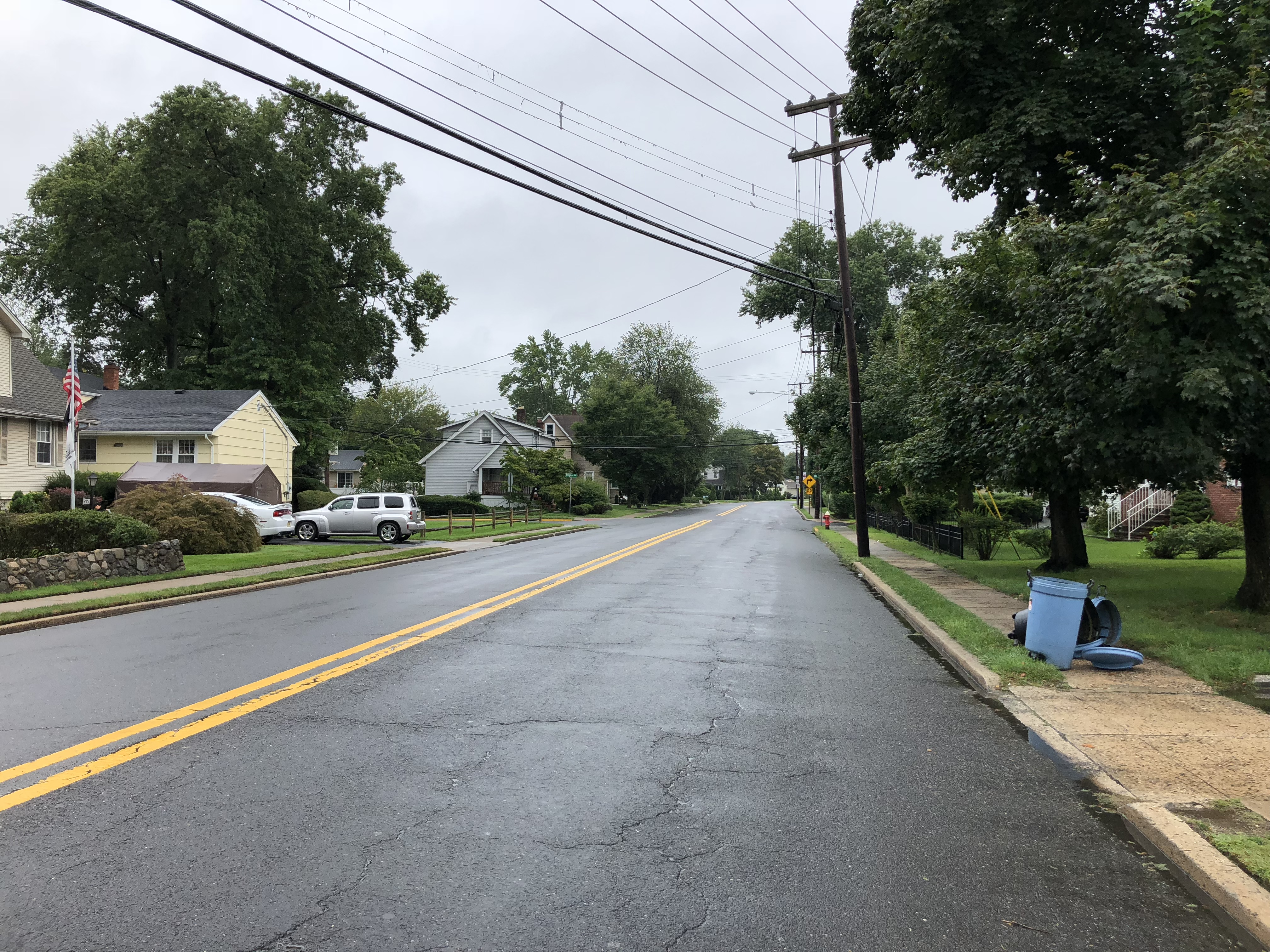
River Road (Bergen County Route 41)

New Milford är en ort i Bergen County i delstaten New Jersey, USA. Vid folkräkningen år 2000 bodde 15 947 personer på orten. Den har enligt United States Census Bureau en area på totalt 6 km², allt är land.